# Samtgemeinde Elm-Asse
Die Samtgemeinde Elm-Asse ist eine Samtgemeinde im niedersächsischen Landkreis Wolfenbüttel. Sie entstand zum 1. Januar 2015 aus den bisherigen Samtgemeinden Asse und Schöppenstedt. Ihr Verwaltungssitz ist die Stadt Schöppenstedt. In Remlingen befindet sich eine Außenstelle inklusive Bürgerbüro.

## Geographie

### Samtgemeindegliederung
Der Samtgemeinde gehören folgende Gemeinden an:
- Dahlum
- Denkte
- Hedeper
- Kissenbrück
- Kneitlingen
- Remlingen-Semmenstedt
- Roklum
- Schöppenstedt, Stadt und Verwaltungssitz
- Uehrde
- Vahlberg
- Winnigstedt
- Wittmar

## Geschichte
Im Juni 2011 wurde ein Zukunftsvertrag zur Fusion unterzeichnet. Die Fusionspläne waren durch hohe Schulden der Gemeinden und den Einwohnerschwund motiviert. Die Samtgemeinderäte der Samtgemeinden Asse und Schöppenstedt stimmten der Fusion zur Samtgemeinde Elm-Asse im Oktober 2013 zu.
Die Mitgliedsgemeinden Remlingen und Semmenstedt fusionierten am 1. November 2016 zur neuen Gemeinde Remlingen-Semmenstedt.

## Politik

### Samtgemeinderat
Der Samtgemeinderat Elm-Asse besteht aus 36 Ratsfrauen und Ratsherren. Dies ist die festgelegte Anzahl für eine Gemeinde mit einer Einwohnerzahl zwischen 25.001 und 30.000 Einwohnern. Die Ratsmitglieder werden durch eine Kommunalwahl für jeweils fünf Jahre gewählt. Neben den 24 in der Gemeinderatswahl gewählten Mitgliedern ist außerdem der hauptamtliche Bürgermeister im Rat stimmberechtigt.
Bei der Kommunalwahl 2021 ergab sich folgende Sitzverteilung:
| Samtgemeinderat 2021Insgesamt 32 Sitze - Linke: 1 - SPD: 13 - Grüne: 4 - CDU: 12 - AfD: 2 SPD und Grüne bilden eine Gruppe |

| Rat der Samtgemeinde Elm-Asse: Wahlergebnisse und Samtgemeinderäte | Rat der Samtgemeinde Elm-Asse: Wahlergebnisse und Samtgemeinderäte | Rat der Samtgemeinde Elm-Asse: Wahlergebnisse und Samtgemeinderäte | Rat der Samtgemeinde Elm-Asse: Wahlergebnisse und Samtgemeinderäte | Rat der Samtgemeinde Elm-Asse: Wahlergebnisse und Samtgemeinderäte | Rat der Samtgemeinde Elm-Asse: Wahlergebnisse und Samtgemeinderäte | Rat der Samtgemeinde Elm-Asse: Wahlergebnisse und Samtgemeinderäte | Rat der Samtgemeinde Elm-Asse: Wahlergebnisse und Samtgemeinderäte | Rat der Samtgemeinde Elm-Asse: Wahlergebnisse und Samtgemeinderäte | Rat der Samtgemeinde Elm-Asse: Wahlergebnisse und Samtgemeinderäte | Rat der Samtgemeinde Elm-Asse: Wahlergebnisse und Samtgemeinderäte | Rat der Samtgemeinde Elm-Asse: Wahlergebnisse und Samtgemeinderäte | Rat der Samtgemeinde Elm-Asse: Wahlergebnisse und Samtgemeinderäte | Rat der Samtgemeinde Elm-Asse: Wahlergebnisse und Samtgemeinderäte |
| ------------------------------------------------------------------ | ------------------------------------------------------------------ | ------------------------------------------------------------------ | ------------------------------------------------------------------ | ------------------------------------------------------------------ | ------------------------------------------------------------------ | ------------------------------------------------------------------ | ------------------------------------------------------------------ | ------------------------------------------------------------------ | ------------------------------------------------------------------ | ------------------------------------------------------------------ | ------------------------------------------------------------------ | ------------------------------------------------------------------ | ------------------------------------------------------------------ |
|                                                                    | 0SPD0                                                              | 0SPD0                                                              | 0CDU0                                                              | 0CDU0                                                              | 0B’90/Grüne0                                                       | 0B’90/Grüne0                                                       | 0AfD0                                                              | 0AfD0                                                              | 0Gesamt0                                                           | 0Gesamt0                                                           | 0Wahl- 0beteiligung0                                               | 0Wahl- 0berechtigte0                                               | 0Wähler0                                                           |
| Wahlperiode                                                        | %                                                                  | Mandate                                                            | %                                                                  | Mandate                                                            | %                                                                  | Mandate                                                            | %                                                                  | Mandate                                                            | %                                                                  | Gesamtanzahl der Sitze im Rat                                      | %                                                                  |                                                                    |                                                                    |
| 2014–2021                                                          | 50,55                                                              | 19                                                                 | 35,91                                                              | 13                                                                 | 7,28                                                               | 2                                                                  | 5,36                                                               | 2                                                                  | 100                                                                | 36                                                                 | 44,18                                                              | 15.631                                                             | 6.907                                                              |
| Quelle:                                                            |                                                                    |                                                                    |                                                                    |                                                                    |                                                                    |                                                                    |                                                                    |                                                                    |                                                                    |                                                                    |                                                                    |                                                                    |                                                                    |

### Samtgemeindebürgermeister
Am 15. September 2019 wurde Dirk Neumann mit 56,62 % der Stimmen zum Samtgemeindebürgermeister gewählt. Er löste damit zum 1. Januar 2020 seine seit 1. Januar 2015 amtierende Vorgängerin Regina Bollmeier ab. Bei der Bürgermeisterwahl am 16. November 2014 wurde sie mit 59,36 % der Stimmen gegen einen Konkurrenten gewählt. Die Wahlbeteiligung lag bei 44,11 %.
Bisherige Amtsinhaber
- 2015–2019: Regina Bollmeier (SPD)
- seit 2020: Dirk Neumann (parteilos)

### Wappen
| | Blasonierung: „In Gold eine aus einem gewellten grünen Schildfuß wachsende zehnblättrige grüne Buche; der Schildfuß ist balkenweise belegt mit zwei auf der Spitze stehenden quadratischen silbernen Salzkristallen.“ |
| Wappenbegründung: Die Farben der Gemeinde sind: Grün - Gelb. Das Wappen nimmt Bezug auf die hügelige Geografie der Region, auf den reichen Buchenbestand sowie auf die Salzgewinnung als eine über Generationen betriebene wirtschaftliche Erwerbstätigkeit. Das Wappen wurde vom Kommunalheraldiker Jörg Mantzsch gestaltet und am 29. Oktober 2013 von der Samtgemeinde zur Führung beschlossen. | |

### Flagge
Die Flagge ist grün - gelb (1:1) gestreift (Querformat: Streifen waagerecht von oben verlaufend, Längsformat: Streifen senkrecht ab Mast verlaufend) und mittig mit dem Wappen der Samtgemeinde Elm-Asse belegt.

### Dienstsiegel
Das Dienstsiegel enthält das Wappen und die Umschrift „Samtgemeinde Elm-Asse Landkreis Wolfenbüttel“.